# Flåmska železnica
Flåmska železnica (norveško Flåmsbana) je 20,2 kilometra dolga železniška proga med Myrdalom in Flåmom v občini Aurland v okrožju Vestland na Norveškem. Odcep Bergenske proge poteka skozi dolino Flåmsdalen in povezuje glavno progo s Sognefjordom. Višinska razlika proge je 866 metrov; ima deset postaj, dvajset predorov in en most. Največji gradient je 5,5 odstotka (1:18). Zaradi strmega vzpona in slikovite narave je Flåmska proga zdaj skoraj izključno turistična storitev in je postala tretja najbolj obiskana turistična atrakcija na Norveškem.
Gradnja proge se je začela leta 1924, proga pa je bila odprta leta 1940. Okrožju Sogn je omogočila dostop do Bergna in Osla prek Bergenske proge. Leta 1944 so začeli uporabljati električno vleko; sprva so uporabljali lokomotive El 9, od leta 1982 pa El 11. Do leta 1991 se je vlak povezoval s trajektom Flåm–Gudvangen. Leta 1992 je bil tovorni promet ukinjen, zaradi nizkih cen vozovnic in visokih obratovalnih stroškov pa je bila proga skoraj zaprta. Leta 1998 je Flåm Utvikling prevzel trženje in prodajo vozovnic za progo, cene so se močno zvišale in uvedene so bile lokomotive El 17 (leta 2014 jih je zamenjala El 18). Vlake še naprej upravlja Vy kot podizvajalec za Flåm Utvikling, medtem ko je sama proga v lasti in upravljanju Bane NOR.

## Potek
Flåmska železnica poteka od Myrdala na progi Bergen do Flåma. Postaja Myrdal stoji na gorskem prelazu na 863,6 metrih nadmorske višine, medtem ko je postaja Flåm na 2,0 metrih. Največji naklon proge je 5,5 odstotka, 16,1 kilometra od 20,20 kilometrov proge pa ima vsaj 2,8-odstotni naklon. Proga ima standardno tirno širino in najmanjši radij loka 130 metrov in je najbolj strma standardna tirna proga v Evropi. Največja dovoljena hitrost navzgor je 40 km/h, navzdol pa 30 km/h. Proga ima osem postajališč, dvajset predorov in en most. Proga je elektrificirana na 15 kV  16,7 Hz AC z nadzemno žico in je opremljena z globalnim sistemom za mobilne komunikacije – železnica (GSM-R), vendar nima centraliziranega nadzora prometa (CTC). Infrastruktura je v lasti in upravljanju Norveške nacionalne železniške uprave.
Na postaji Myrdal pelje Flåmska železnica v isti smeri kot vlaki proti Oslu, vendar takoj začne teči navzdol v dolino Flåmsdalen. Prvi del proge poteka skozi snežne galerije in več kratkih tunelov. Postaja Vatnahalsen je 1,13 kilometra od Myrdala, na 811 metrih nadmorske višine. Proga nato teče skozi podkvasto krivuljo in 880 metrov dolg predor Vatnahalsen. Izstopi iz predora na umetno polico na pečini, ki pada nekaj sto metrov v globino. Postaja Reinunga je 2,20 kilometra od Myrdala in na 767 metrih nadmorske višine. Sledi ji postaja Kjosfossen, 4,40 km od Myrdala in 670 metrov, ki ne služi ničemur drugemu kot omogočanju turistom, da si ogledajo slap Kjosfossen.
Proga nato teče skozi 1341,5 metrov dolg predor Nåli, najdaljši na progi. Na koncu predora je postaja Kårdal, ki tradicionalno služi kmetiji, ki je najdlje v dolini. Postaja je od Myrdala oddaljena 6,34 kilometra in 557 metrov nad nadmorsko višino. Na drugi strani doline je Trodlatoppen, kjer se vsako leto sproži več snežnih plazov. Proga nato teče skozi 1029 metrov dolg predor Blomhelleer, po katerem doseže postajo Blomheller, 8,40 km od Myrdala in na višini 458 metrov. Železnica nato prečka reko Flåmselvi in poteka skozi niz kratkih predorov.
Na 10,51 kilometra od Myrdala doseže proga postajo Berekvam, ki je na 344 metrih nadmorske višine. Je edina postaja, ki ima prehodno zanko in s tem edina lokacija na progi, kjer se vlaki lahko srečajo. Ker je postaja brez posadke in nima CTC, je treba prehod izvajati z zastavami podnevi in baklami ponoči, ki jih nastavi osebje, ki potuje iz Myrdala ali Flåma. Pri Høgi železnica ponovno prečka reko, tokrat ob reki, ki teče v predoru pod tiri. Naslednja postaja je Dalsbotn Station, ki je 13,90 km od Myrdala in na 199 metrih. Tik preden doseže zadnji predor, 424 metrov dolg predor Furuberget, proga pelje mimo slapa Rjoandefossen, ki je s 140-metrskim navpičnim padcem ena glavnh znamenitosti.
Po postaji Håreina, ki je 17,21 kilometra od Myrdala na nadmorski višini 48 metrov, se dolina razširi in spremeni značaj, postane bolj ravna in z več vegetacije. Po prehodu mimo postaje Lunden, 18,60 kilometrov od Myrdala in na 16 metrih nadmorske višine, proga doseže končno postajo pri Flåmu. Je na Aurlandsfjordu, veji Sognefjorda, Flåm ima 400 prebivalcev in je skoraj izključno turistično območje, med drugim ima hotel in pristanišče za križarke. Postaja ima tudi železniški muzej, posvečen Flåmski progi.

## Načrtovanje
Načrte za izgradnjo železnice, ki bi povezala dve največji norveški mesti, Oslo in Bergen, je predstavil Andreas Tanberg Gløersen leta 1871. Predlagal je, da bi proga potekala prek Hallingdala in Vossa ter vključevala dva kratka odcepa, ki bi se povezala z dvema glavnima sistemoma fjordov na tem območju Sognefjord in Hardangerfjord. Ozkotirna od Bergna do Vossa je bila odprta leta 1883, Bergenska proga pa je bila dokončana kot standardna tirna leta 1909. Med gradnjo Bergenske proge je NSB nadgradil pot, ki je vodila do Flåmsdalena, da bi omogočil dostop do območja okoli Myrdala. Po tej cesti so vozile konjske vprege in kasneje avtomobili, ki je postala pomembna dostopna pot do območja, vendar je bila prestrma in preozka za težka vozila. Proga Hardanger, ki je povezovala Bergensko progo  s Hardangerfjordom, je bila odprta leta 1935 in je bila prva železnica v okrožju, ki je bila odprta z električno vleko.
Prve inženirske raziskave za Flåmsko železnico so bile izvedene leta 1893. Rezultat je bil predlog za 1067 mm ozkotirno železnico, ki bi bila dolga 18,0 kilometrov. Večji del železnice bi bil zgrajen kot adhezijska železnica z 2,5-odstotnim naklonom, del pa bi bil regalna z 10,0-odstotnim naklonom. Takrat je bilo ocenjeno, da bo stalo 3,3 milijona norveških kron (NOK).[17] Leta 1904 je bila predlagana radikalno drugačna pot do Sognefjorda: 47,13 km dolga priključna linija od Vossa do Gudvangena preko Stalheima. Ocenjeno je, da je stal 3,5 milijona NOK, vendar so jo lokalni politiki ocenili za slabšo od Flåmove alternative. Tretja možnost je bila kombinacija tramvaja in vzpenjače, ki bi bila zgrajena med Myrdalom in Fretheimom. Ocenjeno je bilo, da bo stalo 800.000 NOK, vendar je bil NSB zaskrbljen, da lahki vozni park predloga ne bo zadostoval za obratovanje v snegu pozimi. Ocenjeni promet za Flåmsko železnico je bil 22.000 potnikov letno.
Inženir Ferdinand Bjerke je po proučitvi več kombiniranih železnic po Evropi let 1913 objavil končno poročilo v katerem je priporočil adhezijsko železnico. Načrte sta odobrila ministrstvo za delo in glavni odbor NSB leta 1915. Načrte je odobril parlament leta 1916. Vendar odločitev o tehničnih specifikacijah parlament ni sprejel do leta 1923, ko se je odločil, da bo proga električna. Proga je morala imeti tire, ki so tehtali 25 kilogramov na meter. Polmer krivine je bil nastavljen na najmanj 150 metrov, čeprav je bilo izjemoma dovoljeno 125 metrov. Največji dovoljeni naklon je bil 5,5 odstotka (1:18).

## Gradnja
Uprava za gradnjo je bila ustanovljena leta 1923 in je bila do leta 1935 v Vossu. V tem obdobju je gradnjo vodil Peter Bernhard Kristian Lahlum, ki je bil odgovoren tudi za Hardangerjevo progo. Ko je bila linija Hardanger končana, se je Lahlum upokojil, pisarna pa je bila prestavljena v Flåm, kjer je odgovornost prevzel Adolph M. B. Kielland. Na začetku je na gradnji delalo 120 mož, čeprav se je to hitro povečalo na 220. Število je nihalo med tem in vse do 80, čeprav je leta 1937 doseglo najvišjo vrednost vseh časov, 280 ljudi. Za namestitev zaposlenih je bilo osem so bile zgrajene vojašnice. Med prvimi zgrajenimi stvarmi so bile stanovanjske in postajne zgradbe, ki so jih nato lahko uporabljali ljudje, ki so delali na gradnji. Lokalno gospodarstvo so spodbujali kmetje, ki so prejemali plačilo za prevoz. S konji bi podnevi prevažali turiste, ponoči pa gradbeni material. Konkurenca je bila huda in je vodila v boj za kupce, ki pa se je po uvedbi prometne policije umiril.
Leta 1924 se je pri Høgi sprožil zemeljski plaz, ki je zasul območje, načrtovano za železnico. Območje je bilo iz filita in je bilo geološko najbolj nestabilno območje na trasi. Prvotni odgovor je bil načrt za predor mimo območja, vendar je bil to hitro zavrnjen zaradi visoke cene. Namesto tega je bila linija premaknjena dlje od gorske strani. Drugi plazovi med gradnjo so bili snežni plaz blizu Store Reppa 10. februarja 1925, ki je odložil do 3,5 metra zemlje. Aprila 1925 se je nad Berekvamom sprožil 1000 kubičnih metrov plaz. 8. februarja 1928 je snežni plaz povzročil nekaj škode na cestišču blizu Nålija.
Predori so bili najtežji in najzahtevnejši del gradnje. Od dvajsetih predorov so bili stroji uporabljeni samo za predora Nåli in Vatnahalsen, ostale pa so zgradili ročno. Ročna gradnja je bila izvedena z vrtanjem do 4,2 metra skozi skalo, polnjenjem lukenj z dinamitom in razstreljevanjem. Predore so začeli graditi leta 1924, prvi predor pa je bil dokončan leta 1926; zadnji predor je bil dokončan leta 1935. V povprečju je predor potekal med 116 in 180 delovnimi mož/urami na meter. Delo je povzročilo smrt ali doživljenjske težave z dihanjem zaradi silikoze, ki jo je povzročilo vdihavanje dima. Zgodili sta se dve nesreči s smrtnim izidom, ena leta 1925 in ena leta 1938, obe pa sta bili povezani z delom v predoru
Za progo je bilo zgrajenih deset postaj, vključno z večjo nadgradnjo Myrdala in pristaniških zmogljivosti v Flåmu. Postaja Myrdal je dobila stranske tire in dodatne stavbe za prestopne potnike. Berekvam je bil edini kraj na poti, ki je dobil prehodno zanko. Postaja Flåm je bila zasnovana v preprostem lesenem funkcionalističnem slogu NSB iz 1930-ih, podobno tistemu, kar najdemo na progah Nordland in Sørland. Druge postaje so dobile majhne, lesene stavbe s čakalnico, kot tudi prostor za tovor v Vatnahalsenu, Håreini in Dalsbotnu.
Tire so začeli postavljati leta 1936, pomagali pa sta jim dve parni lokomotivi. Delo se je začelo v Myrdalu in prvo leto doseglo Reinungo, drugo leto predor Kjosfossen in leta 1939 predor Blomheller. Prvi vlak, ki je vozil po rednem voznem redu, je bil oktobra 1939, ko je trikrat na teden vozil tovorni vlak med Myrdalom in Berekvamom. Vendar je bila ta storitev do konca meseca ustavljena. Z nemško okupacijo Norveške leta 1940 so se dela začela pozneje v sezoni, vendar so nemške oblasti želele pospešiti dela, da bi bila proga še istega leta uporabna za parne vlake. Načrtovali so dokončanje proge leta 1942. Polaganje tirov je bilo pospešeno s povečanjem števila delavcev s 58 na 195. Redni tovorni promet na Flåmski progi se je začel 1. avgusta 1940, vendar omejen na osno obremenitev 12 ton. Takrat so vsak dan vozili štirje vlaki, po dva v vsako smer.
Potniški vlaki so začeli voziti 10. februarja 1941, tudi po dva vlaka v vsako smer na dan. Čas vožnje je bil 65 minut navzdol in 80 minut navzgor. Uradno ime proge je določilo ministrstvo 26. junija 1941. Od 1. maja 1942 je Rolf Aksnes prevzel mesto glavnega inženirja po Kiellandu. Med gradnjo Bergenske proge leta 1898 je bil zgornji del Kjosfossena zgrajen s hidroelektrarno. Tam je bila zgrajena še ena elektrarna, ki so jo začeli uporabljati 27. oktobra 1944. Zgradila sta jo Kværner in Norsk Elektrisk & Brown Boveri (NEBB) in je imela moč 1700 kilovatov.

## Storitev
Linija je oskrbovana izključno s turistično usmerjeno službo, ki jo upravlja Vy v imenu Flåm Utvikling. Od maja do septembra je devet ali deset odhodov v vsako smer na dan. V preostalem delu leta pa štiri. Cene vozovnic niso enake običajnim cenam vozovnic za Vy in so precej višje kot na drugih vlakovnih poteh. Vozovnice InterRail ne veljajo za brezplačno potovanje, vendar dajejo 30-odstotni popust. Čas potovanja med končnima postajama se giblje med 50 in 59 minutami. Leta 2007 je bila proga tretja najbolj obiskana turistična atrakcija na Norveškem in je leta 2010 prepeljala 547.000 potnikov. Med letoma 1998 in 2015 storitev zagotavljajo potisni in vlečni vlaki, sestavljeni iz El 17 na vsakem koncu in z vagoni B3. Lokomotive je izdelal Henschel leta 1987 z električno opremo NEBB. Imajo moč 3.000 kilovatov (4.000 KM) in razpored koles Bo'Bo'. Od leta 2014 je El 18 zamenjal El 17.